# Tábori telefon
A tábori telefon a katonai híradás eszköze, főleg katonai célokra kifejlesztett hordozható készülék. Az I. és II. világháborúban széles körben használták.

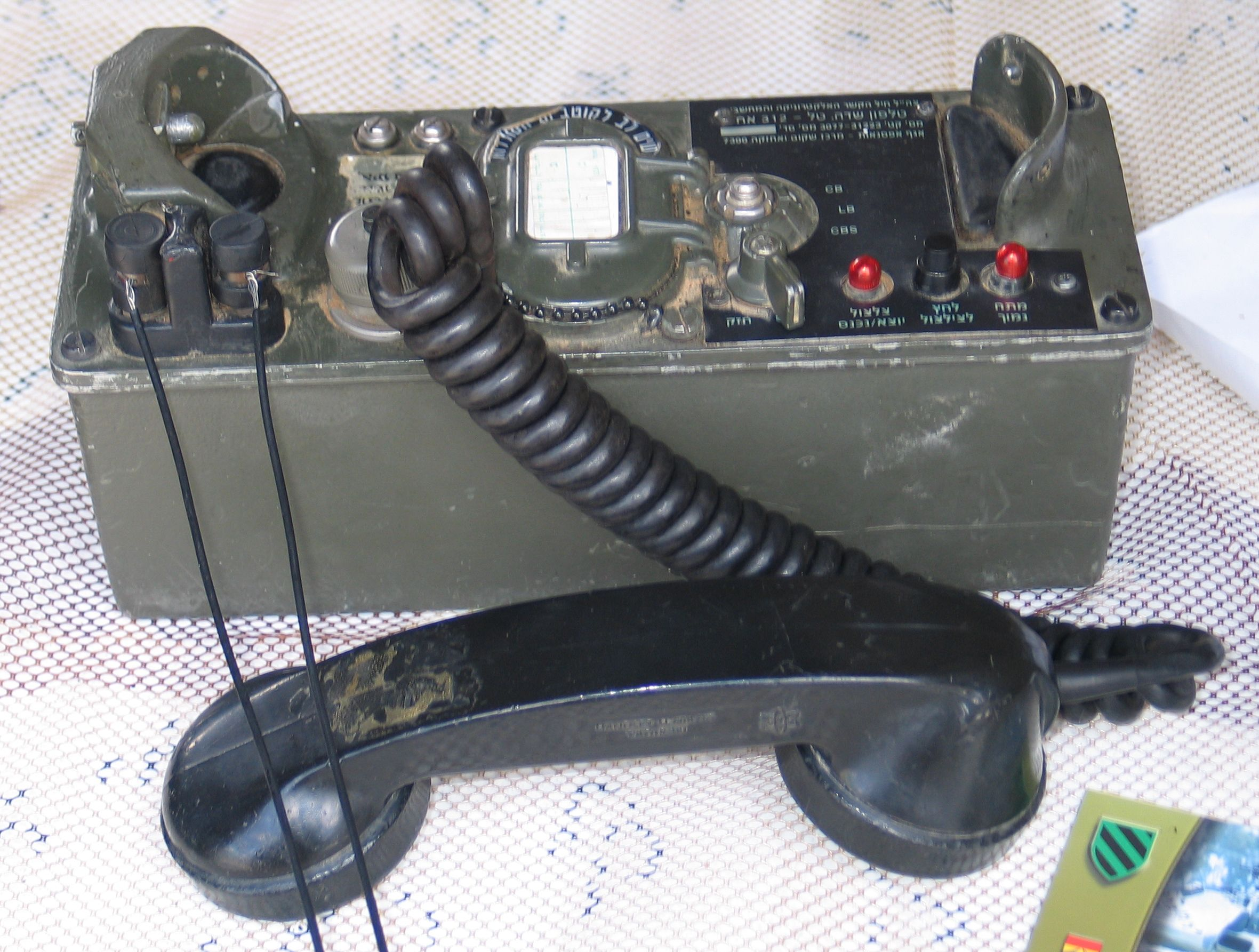
Tábori telefon

## Kialakításuk
Ezek a telefonok szinte kizárólag helyi teleptáplálásúak. A terepállóság érdekében kezdetben fa, később fém, bőrrel bevont vagy bakelit dobozba kerültek be. A dobozra a kezelhetőség érdekében fogantyút és hordszíjat erősítettek. A doboz felső részét kinyitva előtűnik a kézibeszélő és a kezelőfelület. A csengető feszültség előállítására alkalmazott induktor karja kihajtható, a készülék tartozéka a könnyen cserélhető hosszan tartó telep is. A doboz belső részén a felhasználó ország nyelvén szembeötlő feliratok vannak, például "Az ellenség lehallgat", szabvány betűző abc. Bizonyos készülékekbe Morze-billentyűt is elhelyeztek.
A tábori telefonokat félkatonai szervek és mások is használtak, például vízügy.

## Működésük
A készülékeket egy szigetelt vezetékkel kell összekötni, az áramkört a készülékek földelésével zárják. A készülékek vagy egymással vannak összeköttetésben, vagy telefonközpontba csatlakoztatják. Bizonyos központok félautomata rendszerben is képesek üzemeltetni a készülékeket. Ez esetben a táborban lévő felhasználó az induktorával jelez, a kezelő belép, és a hálózatba bekötött bármely készüléket kapcsolhatja, akár automata hálózatba is. A tábori készülék egy hívószámmal is rendelkezik. Ezek a bizonyos központok automatikusan kapcsolják a tábori készüléket, csak tárcsázni kell a megfelelő számot. Más központoknak marad a kézi kapcsolás.
A tábori telefonokat a mobiltelefonok kiszorították.